# Бабочка (БПФ)
Бабочка — элементарный шаг в алгоритме Кули-Тюки (англ. Cooley–Tukey FFT) вычисления быстрого преобразования Фурье.
Время работы шага Бабочка определяет длительность вычисления преобразования Фурье.
В простейшем варианте (Radix-2 butterfly) является двухточечным преобразованием.
Формула для вычисления «Бабочки»:
{\displaystyle Y_{1}=X_{1}+X_{2}\cdot W}
{\displaystyle Y_{2}=X_{1}-X_{2}\cdot W}
Обозначения: {\displaystyle X_{1}}, {\displaystyle X_{2}} – исходные точки; {\displaystyle Y_{1}}, {\displaystyle Y_{2}} – точки результата, {\displaystyle W} – комплексный коэффициент.
Для БПФ данных размером {\displaystyle 2^{k}=N}, требуется произвести {\displaystyle N\cdot \log _{2}N} вычислений операции 2-Radix «Бабочка».
Иногда используются операции бабочка более высокого порядка: Radix-4, Radix-8. Radix-4 является примерно на 20% более эффективным для преобразования Фурье большого количества данных. Операция большего порядка чем 8 практически не используется из-за незначительных приростов производительности и трудностей в реализации (ресурсоемкости).
Сходная структура может применяться в реализациях алгоритма Витерби (операция ACS - Add-Compare-Select).